# Wolfgang Weber (Historiker, 1950)
Wolfgang Eduard Josef Weber (* 28. Juli 1950 in Freiburg im Breisgau) ist ein deutscher Historiker. Er ist Direktor und geschäftsführender wissenschaftlicher Sekretär des Instituts für Europäische Kulturgeschichte der Universität Augsburg sowie Professor für Neuere und Neueste Geschichte, insbesondere Europäische Kulturgeschichte.

## Leben
In Kappel bei Freiburg zur Volksschule und in Freiburg auf das Humanistische Berthold-Gymnasium gegangen, legte Weber 1970 das Abitur ab und studierte nach dem Wehrdienst ab 1972 Geschichte, Politikwissenschaft und Sozialwissenschaft an der Albert-Ludwigs-Universität Freiburg. Im Anschluss an das Lehramtsexamen 1977 erhielt er zunächst ein Promotionsstipendium, ging als Wissenschaftlicher Assistent an die Universität Augsburg, wo er 1982 promoviert wurde. Weber habilitierte sich 1988 für Neuere und Neueste Geschichte.
Nach verschiedenen Lehrstuhlvertretungen und Lehraufträgen sowie einer einjährigen Gastprofessur an der Emory University in Atlanta/Georgia, USA in den Jahren 1990/1991 erfolgte die Übernahme seiner Stellung an der Universität Augsburg.
2009 wurde Weber für seine Initiative und erfolgreiche Drittmitteleinwerbung zugunsten der Erarbeitung einer wissenschaftlichen Edition der Augsburger Chronik des Georg Kölderer (um 1600) in Ottobeuren mit dem Preis Pro Suebia ausgezeichnet. Der von der Dr. Eugen Liedl Stiftung zur Förderung der Erforschung der Bayerisch-Schwäbischen Landesgeschichte mit insgesamt 20.000 Euro dotierte Preis geht jeweils zu gleichen Teilen an eine herausragende wissenschaftliche und eine herausragende künstlerische Leistung.

## Forschung
Wolfgang E. J. Weber, der bis um 2000 unter dem Namen Wolfgang Weber publizierte, ist seit seiner Doktorarbeit Spezialist für die Sozial- und Kulturgeschichte der deutschen Geschichtswissenschaft des 19. und 20. Jahrhunderts. Seit seiner Habilitationsschrift befasst er sich in verschiedenen Perspektiven mit der Geschichte der Politischen Ideen des 17. Jahrhunderts besonders der lateinischen Drucke auf diesem Gebiet. Weitere Forschungsgebiete sind die Kulturgeschichte der Fürsten und Dynastien, die Theorien und Methoden der Geschichtswissenschaft, die Universitätsgeschichte sowie die Geschichte des Nahostkonflikts.

## Schriften (Auswahl)
- Priester der Klio. Historisch-sozialwissenschaftliche Studien zur Herkunft und Karriere deutscher Historiker und zur Geschichte der deutschen Geschichtswissenschaft 1800–1970. Lang, Frankfurt am Main u. a. 1984, ISBN 3-8204-7435-8 (= Europäische Hochschulschriften. Reihe 3, Bd. 216).
- Biographisches Lexikon zur Geschichtswissenschaft in Deutschland, Österreich und der Schweiz. Die Lehrstuhlinhaber von den Anfängen des Faches bis 1970. Lang, Frankfurt am Main u. a. 1984, ISBN 3-8204-8005-6.
- Die USA und Israel. Zur Geschichte und Gegenwart einer politischen Symbiose. Steiner, Stuttgart 1991, ISBN 3-515-05966-0.
- Prudentia gubernatoria. Studien zur Herrschaftslehre in der deutschen Politischen Wissenschaft des 17. Jahrhunderts. Niemeyer, Tübingen 1992, ISBN 3-484-16504-9 (= Studia Augustana, Bd. 4).
- Caspar Thurmann: Bibliotheca statistica. Politik, Staatsrecht und Zeitgeschichte in einer frühneuzeitlichen Bibliographie raisonné. Hrsg. und eingel. von Wolfgang Weber, Vögel München 2000, ISBN 3-89650-082-1 (Nachdruck der Ausgabe Halle 1701).
- Geschichte der europäischen Universität. Kohlhammer Verlag, Stuttgart 2002, ISBN 3-17-016482-1 (Inhalt, PDF, 55 KB).[3]
- (Hrsg. mit Philipp Gassert, Günther Kronenbitter, Stefan Paulus): Augsburg und Amerika. Aneignungen und globale Verflechtungen in einer Stadt (= Documenta Augustana. Bd. 24). Wißner, Augsburg 2013, ISBN 978-3-89639-967-0.